# Полувзвод (оръжие)
Полувзвод – в конструкцията на огнестрелното оръжие е междинно състояние на ударно-спусковия механизъм.

## Конструктивна необходимост от полувзвода

### Полувзвода като предпазител
Дадената функция се използва като предпазител от произвеждането на случаен изстрел, когато патрона се намира в патронника – например в пистолета ТТ. Тук петлето на пистолета частично се дърпа назад и се фиксира в средно положении. За да се произведе изстрел е необходимо за се взведе петлето докрай.

Поради това другото име на тази функция е предохранителен взвод.

Предохранителния взвод е изобретен относително отдавна – още 16 век го има в конструкцията на оръжейните затвори „микеле“ в кремъклийките.
- Кремъчен затвор: петлето е спуснато, полицата е отворена.
- Петлето е на предохранителен взвод, полицата е заредена.
- Петлето е на боен взвод. Запала е готов за стрелба.

### Други функции на полувзвода
В конструкцията на револверите с ударно-спусков механизъм с единично действие полувзвода се използва за облекчаването на презареждането на оръжието.

Петлето в полувзвод заема средно положение, и иглата при това не докосва капсула на патрона, което позволява да се върти барабана при зареждане и презареждане.
В конструкцията на някои автоматични пистолети, полувзвода облекчава работата на затвора при избутването на патрона в патронника при производство на първия изстрел.